# Csiky Ferenc
Csiky Ferenc (1819 k. – Marosvásárhely, 1849. július 27.) gyógyszerész. 
1841-ben Pesten szerzett oklevelet. 1841–1849 között a marosvásárhelyi Fő téri Szentlélek gyógyszertárban dolgozott. 
Műve: Rövid vegytangyógyszerészi értekezés az ibolóról (Jodium) és a büzanyról (Bromium.) Pest, 1841. Gyógyszerészi értekezését testvérének, Csiky János orvosdoktornak ajánlotta (megtalálható a Teleki Téka könyvtárában).